# Formule 1 v roce 2011
V pořadí 62. ročník Mistrovství světa jezdců Formule 1 a 54. ročník Poháru konstruktérů. Ročník zahájí 27. března první závod na okruhu v Austrálie (Bahrajn kvůli politické situaci zrušen) a skončí 27. listopadu na okruhu v Brazílii. Pirelli se stává novým dodavatelem pneumatik pro všechny týmy.

## Vyjetí vozů
| Tým              | Šasi                | Den       | Město     |
| ---------------- | ------------------- | --------- | --------- |
| Scuderia Ferrari | Ferrari 150° Italia | 28. ledna | Maranello |
| Team Lotus       | T128                | 31. ledna | Internet  |
| Sauber           | C30                 | 31. ledna | Valencie  |
| Renault          | R31                 | 31. ledna | Valencie  |
| Mercedes GP      | MGP W02             | 1. února  | Valencie  |
| Red Bull         | RB7                 | 1. února  | Valencie  |
| Toro Rosso       | STR6                | 1. února  | Valencie  |
| Williams         | FW33                | 1. února  | Valencie  |
| McLaren          | MP4-26              | 4. února  | Berlín    |
| Virgin Racing    | MVR-02              | 7. února  | Londýn    |
| HRT              | F111                | 8. února  | Internet  |
| Force India      | VJM04               | 8. února  | Internet  |

## Složení týmů
| #  | Obr. vozu | Tým                          | Konstruktér              | Šasi                | Motor    | Pneumatiky | Číslo | Zkr. | Obr.              | Závodní pilot      | Závody | Testovací pilot(i)                                          |
| -- | --------- | ---------------------------- | ------------------------ | ------------------- | -------- | ---------- | ----- | ---- | ----------------- | ------------------ | ------ | ----------------------------------------------------------- |
| 1  |           | Red Bull Racing              | Red Bull-Renault         | RB7                 | Renault  | Pirelli    | 1     | VET  |                   | Sebastian Vettel   | Vše    | Daniel Ricciardo                                            |
| 1  | 2         | Red Bull Racing              | Red Bull-Renault         | RB7                 | Renault  | Pirelli    | WEB   |      | Mark Webber       | Vše                |        | Daniel Ricciardo                                            |
| 2  |           | Vodafone McLaren Mercedes    | McLaren-Mercedes         | MP4-26              | Mercedes | Pirelli    | 3     | HAM  |                   | Lewis Hamilton     | Vše    | Gary Paffett Pedro de la Rosa                               |
| 2  | 4         | Vodafone McLaren Mercedes    | McLaren-Mercedes         | MP4-26              | Mercedes | Pirelli    | BUT   |      | Jenson Button     | Vše                |        | Gary Paffett Pedro de la Rosa                               |
| 3  |           | Scuderia Ferrari             | Ferrari                  | Ferrari 150° Italia | Ferrari  | Pirelli    | 5     | ALO  |                   | Fernando Alonso    | Vše    | Giancarlo Fisichella Jules Bianchi Marc Gené                |
| 3  | 6         | Scuderia Ferrari             | Ferrari                  | Ferrari 150° Italia | Ferrari  | Pirelli    | MAS   |      | Felipe Massa      | Vše                |        | Giancarlo Fisichella Jules Bianchi Marc Gené                |
| 4  |           | Mercedes GP Petronas F1 Team | Mercedes                 | MGP W02             | Mercedes | Pirelli    | 7     | MSC  |                   | Michael Schumacher | Vše    | Anthony Davidson                                            |
| 4  | 8         | Mercedes GP Petronas F1 Team | Mercedes                 | MGP W02             | Mercedes | Pirelli    | ROS   |      | Nico Rosberg      | Vše                |        | Anthony Davidson                                            |
| 5  |           | Lotus-Renault GP             | Renault                  | R31                 | Renault  | Pirelli    | 9     | HEI  |                   | Nick Heidfeld      | 1-11   | Bruno Senna Fairuz Fauzy Tung Che-pin Jan Charouz           |
| 5  | SEN       | Lotus-Renault GP             | Renault                  | R31                 | Renault  | Pirelli    | 9     |      | Bruno Senna       | 12-19              |        | Bruno Senna Fairuz Fauzy Tung Che-pin Jan Charouz           |
| 5  | 10        | Lotus-Renault GP             | Renault                  | R31                 | Renault  | Pirelli    | PET   |      | Vitalij Petrov    | Vše                |        | Bruno Senna Fairuz Fauzy Tung Che-pin Jan Charouz           |
| 6  |           | AT&T Williams                | Williams-Cosworth        | FW33                | Cosworth | Pirelli    | 11    | BAR  |                   | Rubens Barrichello | Vše    | Valtteri Bottas                                             |
| 6  | 12        | AT&T Williams                | Williams-Cosworth        | FW33                | Cosworth | Pirelli    | MAL   |      | Pastor Maldonado  | Vše                |        | Valtteri Bottas                                             |
| 7  |           | Force India F1 Team          | Force India-Mercedes     | VJM04               | Mercedes | Pirelli    | 14    | SUT  |                   | Adrian Sutil       | Vše    | Nico Hülkenberg                                             |
| 7  | 15        | Force India F1 Team          | Force India-Mercedes     | VJM04               | Mercedes | Pirelli    | DIR   |      | Paul di Resta     | Vše                |        | Nico Hülkenberg                                             |
| 8  |           | Sauber F1 Team               | Sauber-Ferrari           | C30                 | Ferrari  | Pirelli    | 16    | KOB  |                   | Kamui Kobajaši     | Vše    | Esteban Gutiérrez Pedro de la Rosa                          |
| 8  | 17        | Sauber F1 Team               | Sauber-Ferrari           | C30                 | Ferrari  | Pirelli    | PER   |      | Sergio Pérez      | 1-6 8-19           |        | Esteban Gutiérrez Pedro de la Rosa                          |
| 8  | 17        | Sauber F1 Team               | Sauber-Ferrari           | C30                 | Ferrari  | Pirelli    | DLR   |      | Pedro de la Rosa  | 7                  |        | Esteban Gutiérrez Pedro de la Rosa                          |
| 9  |           | Scuderia Toro Rosso          | Toro Rosso-Ferrari       | STR6                | Ferrari  | Pirelli    | 18    | BUE  |                   | Sébastien Buemi    | Vše    | Daniel Ricciardo Jean-Éric Vergne                           |
| 9  | 19        | Scuderia Toro Rosso          | Toro Rosso-Ferrari       | STR6                | Ferrari  | Pirelli    | ALG   |      | Jaime Alguersuari | Vše                |        | Daniel Ricciardo Jean-Éric Vergne                           |
| 10 |           | Team Lotus                   | Lotus-Renault            | T128                | Renault  | Pirelli    | 20    | KOV  |                   | Heikki Kovalainen  | Vše    | Karun Chandhok Luiz Razia Davide Valsecchi Ricardo Teixeira |
| 10 | 21        | Team Lotus                   | Lotus-Renault            | T128                | Renault  | Pirelli    | TRU   |      | Jarno Trulli      | 1-9 11-19          |        | Karun Chandhok Luiz Razia Davide Valsecchi Ricardo Teixeira |
| 10 | 21        | Team Lotus                   | Lotus-Renault            | T128                | Renault  | Pirelli    | CHD   |      | Karun Chandhok    | 10                 |        | Karun Chandhok Luiz Razia Davide Valsecchi Ricardo Teixeira |
| 11 |           | HRT F1 Team                  | HRT-Cosworth             | F111                | Cosworth | Pirelli    | 22    | KAR  |                   | Narain Karthikeyan | 1-8 17 | Narain Karthikeyan Jan Charouz                              |
| 11 | RIC       | HRT F1 Team                  | HRT-Cosworth             | F111                | Cosworth | Pirelli    | 22    |      | Daniel Ricciardo  | 9-16 18-19         |        | Narain Karthikeyan Jan Charouz                              |
| 11 | 23        | HRT F1 Team                  | HRT-Cosworth             | F111                | Cosworth | Pirelli    | LIU   |      | Vitantonio Liuzzi | 1-16 18-19         |        | Narain Karthikeyan Jan Charouz                              |
| 11 | 23        | HRT F1 Team                  | HRT-Cosworth             | F111                | Cosworth | Pirelli    | RIC   |      | Daniel Ricciardo  | 17                 |        | Narain Karthikeyan Jan Charouz                              |
| 12 |           | MarussiaVirgin Racing        | Marussia Virgin-Cosworth | MVR-02              | Cosworth | Pirelli    | 24    | GLO  |                   | Timo Glock         | Vše    | Sakon Jamamoto Robert Wickens Adrian Quaife-Hobbs           |
| 12 | 25        | MarussiaVirgin Racing        | Marussia Virgin-Cosworth | MVR-02              | Cosworth | Pirelli    | DAM   |      | Jérôme d'Ambrosio | Vše                |        | Sakon Jamamoto Robert Wickens Adrian Quaife-Hobbs           |

### Jezdecké změny
| Jezdec             | 2010                                | 2011             | Pozice v týmu                |
| ------------------ | ----------------------------------- | ---------------- | ---------------------------- |
| Narain Karthikeyan | Wyle Racing (NASCAR Camping Trucks) | HRT F1           | Jezdec                       |
| Sergio Pérez       | Barwa Addax Team (GP2)              | Sauber           | Jezdec                       |
| Nico Hülkenberg    | Williams F1                         | Force India      | Testovací jezdec             |
| Pastor Maldonado   | Rapax (GP2 Series)                  | Williams F1      | Jezdec                       |
| Karun Chandhok     | HRT F1                              | Team Lotus       | Testovací jezdec/jezdec(GER) |
| Daniel Ricciardo   | Nejezdil (Formule Renault 3.5)      | HRT F1           | Jezdec                       |
| Lucas di Grassi    | Virgin Racing                       | Pirelli          | Testovač pneu                |
| Bruno Senna        | HRT F1                              | Renault F1       | Jezdec                       |
| Nick Heidfeld      | Sauber                              | Renault F1       |                              |
| Sakon Jamamoto     | HRT F1                              | Marussia Virign  | Testovací jezdec             |
| Paul di Resta      | HWA Team (DTM)                      | Force India      | Jezdec                       |
| Romain Grosjean    | DAMS (GP2)                          | Lotus-Renault GP | Testovací jezdec             |
| Vitantonio Liuzzi  | Force India                         | HRT F1           | Jezdec                       |

## Velké ceny
| Datum                | Grand Prix                                    | Náhled | Akce             | Jezdec           | Vůz              | Stav MS          | Konstruktéři    |
| -------------------- | --------------------------------------------- | ------ | ---------------- | ---------------- | ---------------- | ---------------- | --------------- |
| 841. GP 27. březen   | Austrálie Melbourne (Výsledky)                |        | Závod            | Sebastian Vettel | Red Bull Racing  | Sebastian Vettel | Red Bull Racing |
| 841. GP 27. březen   | Austrálie Melbourne (Výsledky)                | Kolo   | Felipe Massa     | Scuderia Ferrari |                  | Sebastian Vettel | Red Bull Racing |
| 841. GP 27. březen   | Austrálie Melbourne (Výsledky)                | Pole   | Sebastian Vettel | Red Bull Racing  |                  | Sebastian Vettel | Red Bull Racing |
| 842. GP 10. duben    | Malajsie Sepang (Výsledky)                    |        | Závod            | Sebastian Vettel | Red Bull Racing  | Sebastian Vettel | Red Bull Racing |
| 842. GP 10. duben    | Malajsie Sepang (Výsledky)                    | Kolo   | Mark Webber      | Red Bull Racing  |                  | Sebastian Vettel | Red Bull Racing |
| 842. GP 10. duben    | Malajsie Sepang (Výsledky)                    | Pole   | Sebastian Vettel | Red Bull Racing  |                  | Sebastian Vettel | Red Bull Racing |
| 843. GP 17. duben    | Čína Šanghaj (Výsledky)                       |        | Závod            | Lewis Hamilton   | McLaren          | Sebastian Vettel | Red Bull Racing |
| 843. GP 17. duben    | Čína Šanghaj (Výsledky)                       | Kolo   | Mark Webber      | Red Bull Racing  |                  | Sebastian Vettel | Red Bull Racing |
| 843. GP 17. duben    | Čína Šanghaj (Výsledky)                       | Pole   | Sebastian Vettel | Red Bull Racing  |                  | Sebastian Vettel | Red Bull Racing |
| 844. GP 8. květen    | Turecko Istanbul (Výsledky)                   |        | Závod            | Sebastian Vettel | Red Bull Racing  | Sebastian Vettel | Red Bull Racing |
| 844. GP 8. květen    | Turecko Istanbul (Výsledky)                   | Kolo   | Mark Webber      | Red Bull Racing  |                  | Sebastian Vettel | Red Bull Racing |
| 844. GP 8. květen    | Turecko Istanbul (Výsledky)                   | Pole   | Sebastian Vettel | Red Bull Racing  |                  | Sebastian Vettel | Red Bull Racing |
| 845. GP 22. květen   | Španělsko Barcelona (Výsledky)                |        | Závod            | Sebastian Vettel | Red Bull Racing  | Sebastian Vettel | Red Bull Racing |
| 845. GP 22. květen   | Španělsko Barcelona (Výsledky)                | Kolo   | Lewis Hamilton   | McLaren          |                  | Sebastian Vettel | Red Bull Racing |
| 845. GP 22. květen   | Španělsko Barcelona (Výsledky)                | Pole   | Mark Webber      | Red Bull Racing  |                  | Sebastian Vettel | Red Bull Racing |
| 846. GP 29. květen   | Monako Monte Carlo (Výsledky)                 |        | Závod            | Sebastian Vettel | Red Bull Racing  | Sebastian Vettel | Red Bull Racing |
| 846. GP 29. květen   | Monako Monte Carlo (Výsledky)                 | Kolo   | Mark Webber      | Red Bull Racing  |                  | Sebastian Vettel | Red Bull Racing |
| 846. GP 29. květen   | Monako Monte Carlo (Výsledky)                 | Pole   | Sebastian Vettel | Red Bull Racing  |                  | Sebastian Vettel | Red Bull Racing |
| 847. GP 12. červen   | Kanada Circuit Gilles Villeneuve (Výsledky)   |        | Závod            | Jenson Button    | McLaren          | Sebastian Vettel | Red Bull Racing |
| 847. GP 12. červen   | Kanada Circuit Gilles Villeneuve (Výsledky)   | Kolo   | Jenson Button    | McLaren          |                  | Sebastian Vettel | Red Bull Racing |
| 847. GP 12. červen   | Kanada Circuit Gilles Villeneuve (Výsledky)   | Pole   | Sebastian Vettel | Red Bull Racing  |                  | Sebastian Vettel | Red Bull Racing |
| 848. GP 26. červen   | Evropa Valencie (Výsledky)                    |        | Závod            | Sebastian Vettel | Red Bull Racing  | Sebastian Vettel | Red Bull Racing |
| 848. GP 26. červen   | Evropa Valencie (Výsledky)                    | Kolo   | Sebastian Vettel | Red Bull Racing  |                  | Sebastian Vettel | Red Bull Racing |
| 848. GP 26. červen   | Evropa Valencie (Výsledky)                    | Pole   | Sebastian Vettel | Red Bull Racing  |                  | Sebastian Vettel | Red Bull Racing |
| 849. GP 10. červenec | Velká Británie Silverstone (Výsledky)         |        | Závod            | Fernando Alonso  | Scuderia Ferrari | Sebastian Vettel | Red Bull Racing |
| 849. GP 10. červenec | Velká Británie Silverstone (Výsledky)         | Kolo   | Fernando Alonso  | Scuderia Ferrari |                  | Sebastian Vettel | Red Bull Racing |
| 849. GP 10. červenec | Velká Británie Silverstone (Výsledky)         | Pole   | Mark Webber      | Red Bull Racing  |                  | Sebastian Vettel | Red Bull Racing |
| 850. GP 24. červenec | Německo Nürburgring (Výsledky)                |        | Závod            | Lewis Hamilton   | McLaren          | Sebastian Vettel | Red Bull Racing |
| 850. GP 24. červenec | Německo Nürburgring (Výsledky)                | Kolo   | Lewis Hamilton   | McLaren          |                  | Sebastian Vettel | Red Bull Racing |
| 850. GP 24. červenec | Německo Nürburgring (Výsledky)                | Pole   | Mark Webber      | Red Bull Racing  |                  | Sebastian Vettel | Red Bull Racing |
| 851. GP 31. červenec | Maďarsko Hungaroring (Výsledky)               |        | Závod            | Jenson Button    | McLaren          | Sebastian Vettel | Red Bull Racing |
| 851. GP 31. červenec | Maďarsko Hungaroring (Výsledky)               | Kolo   | Felipe Massa     | Scuderia Ferrari |                  | Sebastian Vettel | Red Bull Racing |
| 851. GP 31. červenec | Maďarsko Hungaroring (Výsledky)               | Pole   | Sebastian Vettel | Red Bull Racing  |                  | Sebastian Vettel | Red Bull Racing |
| 852. GP 28. srpna    | Belgie Spa-Francorchamps (Výsledky)           |        | Závod            | Sebastian Vettel | Red Bull Racing  | Sebastian Vettel | Red Bull Racing |
| 852. GP 28. srpna    | Belgie Spa-Francorchamps (Výsledky)           | Kolo   | Mark Webber      | Red Bull Racing  |                  | Sebastian Vettel | Red Bull Racing |
| 852. GP 28. srpna    | Belgie Spa-Francorchamps (Výsledky)           | Pole   | Sebastian Vettel | Red Bull Racing  |                  | Sebastian Vettel | Red Bull Racing |
| 853. GP 11. září     | Itálie Monza (Výsledky)                       |        | Závod            | Sebastian Vettel | Red Bull Racing  | Sebastian Vettel | Red Bull Racing |
| 853. GP 11. září     | Itálie Monza (Výsledky)                       | Kolo   | Lewis Hamilton   | McLaren          |                  | Sebastian Vettel | Red Bull Racing |
| 853. GP 11. září     | Itálie Monza (Výsledky)                       | Pole   | Sebastian Vettel | Red Bull Racing  |                  | Sebastian Vettel | Red Bull Racing |
| 854. GP 25. září     | Singapur Marina Bay (Výsledky)                |        | Závod            | Sebastian Vettel | Red Bull Racing  | Sebastian Vettel | Red Bull Racing |
| 854. GP 25. září     | Singapur Marina Bay (Výsledky)                | Kolo   | Jenson Button    | McLaren          |                  | Sebastian Vettel | Red Bull Racing |
| 854. GP 25. září     | Singapur Marina Bay (Výsledky)                | Pole   | Sebastian Vettel | Red Bull Racing  |                  | Sebastian Vettel | Red Bull Racing |
| 855. GP 9. říjen     | Japonsko Suzuka (Výsledky)                    |        | Závod            | Jenson Button    | McLaren          | Sebastian Vettel | Red Bull Racing |
| 855. GP 9. říjen     | Japonsko Suzuka (Výsledky)                    | Kolo   | Jenson Button    | McLaren          |                  | Sebastian Vettel | Red Bull Racing |
| 855. GP 9. říjen     | Japonsko Suzuka (Výsledky)                    | Pole   | Sebastian Vettel | Red Bull Racing  |                  | Sebastian Vettel | Red Bull Racing |
| 856. GP 16. říjen    | Korea Korean International Circuit (Výsledky) |        | Závod            | Sebastian Vettel | Red Bull Racing  | Sebastian Vettel | Red Bull Racing |
| 856. GP 16. říjen    | Korea Korean International Circuit (Výsledky) | Kolo   | Sebastian Vettel | Red Bull Racing  |                  | Sebastian Vettel | Red Bull Racing |
| 856. GP 16. říjen    | Korea Korean International Circuit (Výsledky) | Pole   | Lewis Hamilton   | McLaren          |                  | Sebastian Vettel | Red Bull Racing |
| 857. GP 30. říjen    | Indie Buddh International Circuit (Výsledky)  |        | Závod            | Sebastian Vettel | Red Bull Racing  | Sebastian Vettel | Red Bull Racing |
| 857. GP 30. říjen    | Indie Buddh International Circuit (Výsledky)  | Kolo   | Sebastian Vettel | Red Bull Racing  |                  | Sebastian Vettel | Red Bull Racing |
| 857. GP 30. říjen    | Indie Buddh International Circuit (Výsledky)  | Pole   | Sebastian Vettel | Red Bull Racing  |                  | Sebastian Vettel | Red Bull Racing |
| 858. GP 13. listopad | Abú Zabí Yas Marina (Výsledky)                |        | Závod            | Lewis Hamilton   | McLaren          | Sebastian Vettel | Red Bull Racing |
| 858. GP 13. listopad | Abú Zabí Yas Marina (Výsledky)                | Kolo   | Mark Webber      | Red Bull Racing  |                  | Sebastian Vettel | Red Bull Racing |
| 858. GP 13. listopad | Abú Zabí Yas Marina (Výsledky)                | Pole   | Sebastian Vettel | Red Bull Racing  |                  | Sebastian Vettel | Red Bull Racing |
| 859. GP 27. listopad | Brazílie Interlagos (Výsledky)                |        | Závod            | Mark Webber      | Red Bull Racing  | Sebastian Vettel | Red Bull Racing |
| 859. GP 27. listopad | Brazílie Interlagos (Výsledky)                | Kolo   | Mark Webber      | Red Bull Racing  |                  | Sebastian Vettel | Red Bull Racing |
| 859. GP 27. listopad | Brazílie Interlagos (Výsledky)                | Pole   | Sebastian Vettel | Red Bull Racing  |                  | Sebastian Vettel | Red Bull Racing |

- SC - Závod dojet za Safety carem.
- SC  - Závod odstartován za Safety carem.
- - Závod předčasně ukončen.

## Pneumatiky
Jediným poskytovatelem pneumatik pro sezónu 2011 bylo Pirelli.
| Název                    | Barva | Barva | Povrch     | Podmínky tratě | Typ sloučeniny | Přilnavost              | Odolnost              |
| ------------------------ | ----- | ----- | ---------- | -------------- | -------------- | ----------------------- | --------------------- |
| Supersoft (super měkké)  | SS    |       | Hladký     | Suché          | Měkký          | 4 - Nejlepší přilnavost | 1 - Nejnižší odolnost |
| Soft (měkke)             | S     |       | Hladký     | Suché          | Měkký / Tvrdý  | 3                       | 2                     |
| Medium (střední)         | M     |       | Hladký     | Suché          | Tvrdý / Měkký  | 2                       | 3                     |
| Hard (tvrdé)             | H     |       | Hladký     | Suché          | Tvrdý          | 1 - Nejhorší přilnavost | 4 - Nejvyšší odolnost |
| Intermediate (přechodné) | I     |       | Drážkovaný | Mokré          | Přechodný      |                         |                       |
| Wet (mokré)              | W     |       | Drážkovaný | Mokré          | Mokrý          |                         |                       |

## Výsledky a pořadí

### Mistrovství světa jezdců
| Pos | Jezdec             | AUS | MAL | CHN | TUR | ESP | MON | CAN | EUR | GBR | GER | HUN | BEL | ITA | SIN | JPN | KOR | IND | ABU | BRA | Body |
| --- | ------------------ | --- | --- | --- | --- | --- | --- | --- | --- | --- | --- | --- | --- | --- | --- | --- | --- | --- | --- | --- | ---- |
| 1   | Sebastian Vettel   | 1   | 1   | 2   | 1   | 1   | 1   | 2   | 1   | 2   | 4   | 2   | 1   | 1   | 1   | 3   | 1   | 1   | Ret | 2   | 392  |
| 2   | Jenson Button      | 6   | 2   | 4   | 6   | 3   | 3   | 1   | 6   | Ret | Ret | 1   | 3   | 2   | 2   | 1   | 4   | 2   | 3   | 3   | 270  |
| 3   | Mark Webber        | 5   | 4   | 3   | 2   | 4   | 4   | 3   | 3   | 3   | 3   | 5   | 2   | Ret | 3   | 4   | 3   | 4   | 4   | 1   | 258  |
| 4   | Fernando Alonso    | 4   | 6   | 7   | 3   | 5   | 2   | Ret | 2   | 1   | 2   | 3   | 4   | 3   | 4   | 2   | 5   | 3   | 2   | 4   | 257  |
| 5   | Lewis Hamilton     | 2   | 8   | 1   | 4   | 2   | 6   | Ret | 4   | 4   | 1   | 4   | Ret | 4   | 5   | 5   | 2   | 7   | 1   | Ret | 227  |
| 6   | Felipe Massa       | 7   | 5   | 6   | 11  | Ret | Ret | 6   | 5   | 5   | 5   | 6   | 8   | 6   | 9   | 7   | 6   | Ret | 5   | 5   | 118  |
| 7   | Nico Rosberg       | Ret | 12  | 5   | 5   | 7   | 11  | 11  | 7   | 6   | 7   | 9   | 6   | Ret | 7   | 10  | 8   | 6   | 6   | 7   | 89   |
| 8   | Michael Schumacher | Ret | 9   | 8   | 12  | 6   | Ret | 4   | 17  | 9   | 8   | Ret | 5   | 5   | Ret | 6   | Ret | 5   | 7   | 15  | 76   |
| 9   | Adrian Sutil       | 9   | 11  | 15  | 13  | 13  | 7   | Ret | 9   | 11  | 6   | 14  | 7   | Ret | 8   | 11  | 11  | 9   | 8   | 6   | 42   |
| 10  | Vitalij Petrov     | 3   | 17† | 9   | 8   | 11  | Ret | 5   | 15  | 12  | 10  | 12  | 9   | Ret | 17  | 9   | Ret | 11  | 13  | 10  | 37   |
| 11  | Nick Heidfeld      | 12  | 3   | 12  | 7   | 8   | 8   | Ret | 10  | 8   | Ret | Ret |     |     |     |     |     |     |     |     | 34   |
| 12  | Kamui Kobajaši     | DSQ | 7   | 10  | 10  | 10  | 5   | 7   | 16  | Ret | 9   | 11  | 12  | Ret | 14  | 13  | 15  | Ret | 10  | 9   | 30   |
| 13  | Paul di Resta      | 10  | 10  | 11  | Ret | 12  | 12  | 18  | 14  | 15  | 13  | 7   | 11  | 8   | 6   | 12  | 10  | 13  | 9   | 8   | 27   |
| 14  | Jaime Alguersuari  | 11  | 14  | Ret | 16  | 16  | Ret | 8   | 8   | 10  | 12  | 10  | Ret | 7   | 21  | 15  | 7   | 8   | 15  | 11  | 26   |
| 15  | Sébastien Buemi    | 8   | 13  | 14  | 9   | 14  | 10  | 10  | 13  | Ret | 15  | 8   | Ret | 10  | 12  | Ret | 9   | Ret | Ret | 12  | 15   |
| 16  | Sergio Pérez       | DSQ | Ret | 17  | 14  | 9   | DNS | DNS | 11  | 7   | 11  | 15  | Ret | Ret | 10  | 8   | 16  | 10  | 11  | 13  | 14   |
| 17  | Rubens Barrichello | Ret | Ret | 13  | 15  | 17  | 9   | 9   | 12  | 13  | Ret | 13  | 16  | 12  | 13  | 17  | 12  | 15  | 12  | 14  | 4    |
| 18  | Bruno Senna        |     |     |     |     |     |     |     |     |     |     |     | 13  | 9   | 15  | 16  | 13  | 12  | 16  | 17  | 2    |
| 19  | Pastor Maldonado   | Ret | Ret | 18  | 17  | 15  | 18  | Ret | 18  | 14  | 14  | 16  | 10  | 11  | 11  | 14  | Ret | Ret | 14  | Ret | 1    |
| 20  | Pedro de la Rosa   |     |     |     |     |     |     | 12  |     |     |     |     |     |     |     |     |     |     |     |     | 0    |
| 21  | Jarno Trulli       | 13  | Ret | 19  | 18  | 18  | 13  | 16  | 20  | Ret |     | Ret | 14  | 14  | Ret | 19  | 17  | 19  | 18  | 18  | 0    |
| 22  | Vitantonio Liuzzi  | DNQ | Ret | 22  | 22  | Ret | 16  | 13  | 23  | 18  | Ret | 20  | 19  | Ret | 20  | 23  | 21  |     | 20  | Ret | 0    |
| 23  | Jérôme d'Ambrosio  | 14  | Ret | 20  | 20  | 20  | 15  | 14  | 22  | 17  | 18  | 19  | 17  | Ret | 18  | 21  | 20  | 16  | Ret | 19  | 0    |
| 24  | Heikki Kovalainen  | Ret | 15  | 16  | 19  | Ret | 14  | Ret | 19  | Ret | 16  | Ret | 15  | 13  | 16  | 18  | 14  | 14  | 17  | 16  | 0    |
| 25  | Timo Glock         | NC  | 16  | 21  | DNS | 19  | Ret | 15  | 21  | 16  | 17  | 17  | 18  | 15  | Ret | 20  | 18  | Ret | 19  | Ret | 0    |
| 26  | Narain Karthikeyan | DNQ | Ret | 23  | 21  | 21  | 17  | 17  | 24  |     |     |     |     |     |     |     |     | 17  |     |     | 0    |
| 27  | Daniel Ricciardo   |     |     |     |     |     |     |     |     | 19  | 19  | 18  | Ret | Ret | 19  | 22  | 19  | 18  | Ret | 20  | 0    |
| 28  | Karun Chandhok     |     |     |     |     |     |     |     |     |     | 20  |     |     |     |     |     |     |     |     |     | 0    |
| Pos | Jezdec             | AUS | MAL | CHN | TUR | ESP | MON | CAN | EUR | GBR | GER | HUN | BEL | ITA | SIN | JPN | KOR | IND | ABU | BRA | Body |

| Legenda k tabulce | Legenda k tabulce                                                                       |
| Barva             | Výsledek                                                                                |
| ----------------- | --------------------------------------------------------------------------------------- |
| Zlatá             | Vítěz                                                                                   |
| Stříbrná          | 2. místo                                                                                |
| Bronzová          | 3. místo                                                                                |
| Zelená            | Bodované umístění                                                                       |
| Modrá             | Nebodované umístění                                                                     |
| Modrá             | Dokončil neklasifikován (NC)                                                            |
| Fialová           | Odstoupil (Ret)                                                                         |
| Červená           | Nekvalifikoval se (DNQ)                                                                 |
| Červená           | Nepředkvalifikoval se (DNPQ)                                                            |
| Černá             | Diskvalifikován (DSQ)                                                                   |
| Bílá              | Nestartoval (DNS)                                                                       |
| Bílá              | Závod zrušen (C)                                                                        |
| Světle modrá      | Pouze trénoval (PO)                                                                     |
| Světle modrá      | Páteční testovací jezdec (TD)                                                           |
| Bez barvy         | Netrénoval (DNP)                                                                        |
| Bez barvy         | Vyřazen (EX)                                                                            |
| Bez barvy         | Nepřijel (DNA)                                                                          |
| Bez barvy         | Odvolal účast (WD)                                                                      |
| Bez barvy         | Nezúčastnil se (prázdné)                                                                |
| Označení          | Význam                                                                                  |
| Tučnost           | Pole position                                                                           |
| Kurzíva           | Nejrychlejší kolo                                                                       |
| †                 | Jezdec nedojel do cíle, ale byl klasifikován, protože odjel více než 90 % délky závodu. |
| ‡                 | Byl udělován poloviční počet bodů, protože bylo odjeto méně než 75 % délky závodu.      |
| Horní index       | Umístění bodujících jezdců ve sprintu                                                   |

### Pohár konstruktérů
| Pos | Konstruktér          | Vůz č. | AUS | MAL | CHN | TUR | ESP | MON | CAN | EUR | GBR | GER | HUN | BEL | ITA | SIN | JPN | KOR | IND | ABU | BRA | Body |
| --- | -------------------- | ------ | --- | --- | --- | --- | --- | --- | --- | --- | --- | --- | --- | --- | --- | --- | --- | --- | --- | --- | --- | ---- |
| 1   | Red Bull-Renault     | 1      | 1   | 1   | 2   | 1   | 1   | 1   | 2   | 1   | 2   | 4   | 2   | 1   | 1   | 1   | 3   | 1   | 1   | Ret | 2   | 650  |
| 1   | Red Bull-Renault     | 2      | 5   | 4   | 3   | 2   | 4   | 4   | 3   | 3   | 3   | 3   | 5   | 2   | Ret | 3   | 4   | 3   | 4   | 4   | 1   | 650  |
| 2   | McLaren-Mercedes     | 3      | 2   | 8   | 1   | 4   | 2   | 6   | Ret | 4   | 4   | 1   | 4   | Ret | 4   | 5   | 5   | 2   | 7   | 1   | Ret | 497  |
| 2   | McLaren-Mercedes     | 4      | 6   | 2   | 4   | 6   | 3   | 3   | 1   | 6   | Ret | Ret | 1   | 3   | 2   | 2   | 1   | 4   | 2   | 3   | 3   | 497  |
| 3   | Ferrari              | 5      | 4   | 6   | 7   | 3   | 5   | 2   | Ret | 2   | 1   | 2   | 3   | 4   | 3   | 4   | 2   | 5   | 3   | 2   | 4   | 375  |
| 3   | Ferrari              | 6      | 7   | 5   | 6   | 11  | Ret | Ret | 6   | 5   | 5   | 5   | 6   | 8   | 6   | 9   | 7   | 6   | Ret | 5   | 5   | 375  |
| 4   | Mercedes             | 7      | Ret | 9   | 8   | 12  | 6   | Ret | 4   | 17  | 9   | 8   | Ret | 5   | 5   | Ret | 6   | Ret | 5   | 7   | 15  | 165  |
| 4   | Mercedes             | 8      | Ret | 12  | 5   | 5   | 7   | 11  | 11  | 7   | 6   | 7   | 9   | 6   | Ret | 7   | 10  | 8   | 6   | 6   | 7   | 165  |
| 5   | Lotus-Renault        | 9      | 12  | 3   | 12  | 7   | 8   | 8   | Ret | 10  | 8   | Ret | Ret | 13  | 9   | 15  | 16  | 13  | 12  | 16  | 17  | 73   |
| 5   | Lotus-Renault        | 10     | 3   | 17† | 9   | 8   | 11  | Ret | 5   | 15  | 12  | 10  | 12  | 9   | Ret | 17  | 9   | Ret | 11  | 13  | 10  | 73   |
| 6   | Force India-Mercedes | 14     | 9   | 11  | 15  | 13  | 13  | 7   | Ret | 9   | 11  | 6   | 14  | 7   | Ret | 8   | 11  | 11  | 9   | 8   | 6   | 69   |
| 6   | Force India-Mercedes | 15     | 10  | 10  | 11  | Ret | 12  | 12  | 18  | 14  | 15  | 13  | 7   | 11  | 13  | 6   | 12  | 10  | 13  | 9   | 8   | 69   |
| 7   | Sauber-Ferrari       | 16     | DSQ | 7   | 10  | 10  | 10  | 5   | 7   | 16  | Ret | 9   | 11  | 12  | Ret | 14  | 13  | 15  | 10  | 10  | 9   | 44   |
| 7   | Sauber-Ferrari       | 17     | DSQ | Ret | 17  | 14  | 9   | DNS | DNS | 11  | 7   | 11  | 15  | Ret | Ret | 10  | 8   | 16  | 10  | 11  | 13  | 44   |
| 8   | Toro Rosso-Ferrari   | 18     | 8   | 13  | 14  | 9   | 14  | 10  | 10  | 13  | Ret | 15  | 8   | Ret | 10  | 12  | Ret | 9   | Ret | Ret | 12  | 41   |
| 8   | Toro Rosso-Ferrari   | 19     | 11  | 14  | Ret | 16  | 16  | Ret | 8   | 8   | 10  | 12  | 10  | Ret | 7   | 21  | 15  | 7   | 8   | 15  | 11  | 41   |
| 9   | Williams-Cosworth    | 11     | Ret | Ret | 13  | 15  | 17  | 9   | 9   | 12  | 13  | Ret | 13  | 16  | 12  | 13  | 17  | 12  | 15  | 12  | 14  | 5    |
| 9   | Williams-Cosworth    | 12     | Ret | Ret | 18  | 17  | 15  | 18  | Ret | 18  | 14  | 14  | 16  | 10  | 11  | 11  | 14  | Ret | Ret | 14  | Ret | 5    |
| 10  | Lotus-Renault        | 20     | Ret | 15  | 16  | 19  | Ret | 14  | Ret | 19  | Ret | 16  | Ret | 15  | 13  | 16  | 18  | 14  | 14  | 17  | 16  | 0    |
| 10  | Lotus-Renault        | 21     | 13  | Ret | 19  | 18  | 18  | 13  | 17  | 20  | Ret | 20  | Ret | 14  | 14  | Ret | 19  | 17  | 19  | 18  | 18  | 0    |
| 11  | Virgin-Cosworth      | 24     | NC  | 16  | 21  | DNS | 19  | Ret | 15  | 21  | 16  | 17  | 17  | 18  | 15  | Ret | 20  | 18  | Ret | 19  | Ret | 0    |
| 11  | Virgin-Cosworth      | 25     | 14  | Ret | 20  | 20  | 20  | 15  | 14  | 22  | 17  | 18  | 19  | 17  | Ret | 18  | 21  | 20  | 16  | Ret | 19  | 0    |
| 12  | HRT-Cosworth         | 22     | DNQ | Ret | 23  | 21  | 21  | 17  | 14  | 24  | 19  | 19  | 18  | Ret | Ret | 19  | 22  | 19  | 18  | Ret | 20  | 0    |
| 12  | HRT-Cosworth         | 23     | DNQ | Ret | 22  | 22  | Ret | 16  | 13  | 23  | 18  | Ret | 20  | 19  | Ret | 20  | 23  | 21  | 17  | 20  | Ret | 0    |
| Pos | Konstruktér          | Vůz č. | AUS | MAL | CHN | TUR | ESP | MON | CAN | EUR | GBR | GER | HUN | BEL | ITA | SIN | JPN | KOR | IND | ABU | BRA | Body |

| Legenda k tabulce | Legenda k tabulce                                                                       |
| Barva             | Výsledek                                                                                |
| ----------------- | --------------------------------------------------------------------------------------- |
| Zlatá             | Vítěz                                                                                   |
| Stříbrná          | 2. místo                                                                                |
| Bronzová          | 3. místo                                                                                |
| Zelená            | Bodované umístění                                                                       |
| Modrá             | Nebodované umístění                                                                     |
| Modrá             | Dokončil neklasifikován (NC)                                                            |
| Fialová           | Odstoupil (Ret)                                                                         |
| Červená           | Nekvalifikoval se (DNQ)                                                                 |
| Červená           | Nepředkvalifikoval se (DNPQ)                                                            |
| Černá             | Diskvalifikován (DSQ)                                                                   |
| Bílá              | Nestartoval (DNS)                                                                       |
| Bílá              | Závod zrušen (C)                                                                        |
| Světle modrá      | Pouze trénoval (PO)                                                                     |
| Světle modrá      | Páteční testovací jezdec (TD)                                                           |
| Bez barvy         | Netrénoval (DNP)                                                                        |
| Bez barvy         | Vyřazen (EX)                                                                            |
| Bez barvy         | Nepřijel (DNA)                                                                          |
| Bez barvy         | Odvolal účast (WD)                                                                      |
| Bez barvy         | Nezúčastnil se (prázdné)                                                                |
| Označení          | Význam                                                                                  |
| Tučnost           | Pole position                                                                           |
| Kurzíva           | Nejrychlejší kolo                                                                       |
| †                 | Jezdec nedojel do cíle, ale byl klasifikován, protože odjel více než 90 % délky závodu. |
| ‡                 | Byl udělován poloviční počet bodů, protože bylo odjeto méně než 75 % délky závodu.      |
| Horní index       | Umístění bodujících jezdců ve sprintu                                                   |